# Барановичі (футбольний клуб)
«Барановичі» (біл. Футбольны клуб Баранавічы) — білоруський футбольний клуб з однойменного міста Берестейської області, заснований 1945 року. Виступає в Першій лізі Білорусі.

## Хронологія назв
- 1945: «Локомотив»
- 1946: в/ч Барановичі
- 1947—1949: «Динамо»
- 1950—1952: «Локомотив»
- 1953—1956: «Харчовик»
- 1957—1959: «Барановичі»
- 1960: «Промкомбінат»
- 1961: «Локомотив»
- 1962: «Салют»
- 1963—1964: «Локомотив»
- 1965—1967: «Текстильник»
- 1968—1984: «Локомотив»
- 1985—1989: «Текстильник»
- 1990: «Барановичі»
- 1991: «Хімік»
- 1993: «Текстильник»
- 1993—1994: «Метапол»
- з 1995: «Барановичі»

## Історія
За радянських часів клуб багато разів змінював назву, але виступав переважно в нижчих лігах чемпіонату БРСР. У 1993 році клуб почав виступати у Другій лізі чемпіонату Білорусі.
У 2003 році клуб очолив уродженець Барановичів, відомий у минулому нападник Андрій Хлібосолов. До Барановичів він запросив досвідчених гравців, з якими грав раніше (Сергій Сергель став найвідомішим серед уболівальників клубу). У підсумку, клуб впевнено виграв Другу лігу та вийшов у Першу лігу.
У Першій лізі «Барановичі» спочатку зайняли місце в середині таблиці. Надалі клуб виступав впевненіше: у 2009 та 2010 роках займав підсумкові 6-те місце, а найкращим бомбардиром сезону 2009 року став гравець «Барановичів» Михайло Колядко. Але в сезоні 2011 року через фінансові проблеми клубу залишили провідні гравці, і, не вигравши жодного сезону, «Барановичі» вилетіли до Другої ліги.
Сезон 2012 року клуб завершив у нижній половині таблиці Другої ліги. У 2013 році клуб виступив краще, посів п’яте місце. У сезоні 2014 року команда після важкої боротьби здобула перемогу в групі В і вийшла до фінального раунду. У фіналі «Барановичі» спочатку опинилися поза трійкою лідерів, які виходила до Першої ліги. Але, здобувши декілька перемог в останніх турах, команда зуміла посісти перше місце і через три роки повернутися в Першу лігу.
У Першій лізі клуб продовжував грати переважно місцевими гравцями, як наслідок в сезоні 2015/16 років зайняв місце в нижній половині таблиці. На початку 2017 року головним тренером «Барановичів» став Олексій Вергеєнко, який раніше працював з молодіжними збірними Білорусі. У команді багато молодих гравців, багато з яких орендували з клубів Прем’єр-ліги. Однак результати команди суттєво не покращилися, «Барановичі» у сезоні 2017 року посіли 12 місце із 16.
У 2018 році тренером став асистент Вергеєнка Іван Кротов, який ще більше омолодив команду, запросив більше гравців зі солігорського «Шахтаря». Однак справи в чемпіонаті знову були невдалими, команда опинилася в кінці таблиці. У серпні Кротов перейшов у мозирську «Славію», яку очолив Андрій Кіпра, але результати не покращилися. Зумівши обійти «Андердорга», Барановичі посіли 14-е місце з 15, що дозволило зберегти місце в Першій лізі.
У сезоні 2019 року головним тренером став Денис Яцина. Команда знову майже повністю оновила склад, де основними стали гравці, які залишалися незатребуваними в інших клубах. «Барановичі» швидко стали аутсайдером турніру і за декілька турів до фінішу забезпечили собі останній рядок, втративши шанс зберегти місце в Першій лізі. У вересні 2019 року Яцина покинув команду, до кінця сезону головним тренером був Андрій Хлібосолов. Барановичі здобули лише дві перемоги в двох останніх турах чемпіонату.
У сезоні 2020 року у Другій лізі команду продовжував очолювати Андрій Хлібосолов, спираючись переважно на власних вихованців та молодих запрошених гравців, які не змогли закріпитися в інших клубах. «Барановичі» перебували в числі фаворитів та боролися за високі місця, однак фінішував п'ятим. Однак через відмову декількох клубів Першої ліги продовжити участь у турнірі клуб отримав пропозицію й повернувся у Першу лігу.
Головним тренером на сезон 2021 року в Першій лізі став Олег Король, який раніше працював у мікашевицькому «Граніті». Він привів до команди чимало гравців зі свого колишнього клубу, «Слонім-2017», а також інших молодих виконавців, але переважна більшість продовжувала складати місцеві гравці. У зв’язку з початком реконструкції барановицького стадіону «Локомотив» усі матчі першого кола клуб провів на виїзді, а потім, оскільки реконструкція не закінчена, розпочав домашні матчі в сусідніх Івацевичах. «Барановичі» невдало розпочали сезон, набрали перше очко лише в сьомому турі, але після добре проведеної середини сезону, команда піднялася з останнього рядка й зайняти підсумкове 10-те місце з 12-ти команд.

## Досягнення
- Друга ліга Білорусі
  -  Чемпіон (2): 2003, 2014

- Перша ліга Білорусі
  - 6-те місце (2): 2009, 2010

- Кубок Білорусі
- 1/4 фіналу (2): 2004/05, 2005/06

## Статистика виступів
| Сезон   | Ліга           | М  | Іг  | В  | Н  | П  | Голи  | Очки | Кубок       | Примітки                    |
| ------- | -------------- | -- | --- | -- | -- | -- | ----- | ---- | ----------- | --------------------------- |
| 1993/94 | Третя (Д3)     | 7  | 34  | 14 | 11 | 9  | 44–35 | 39   |             |                             |
| 1994/95 | Третя — А (Д3) | 5  | 22  | 7  | 7  | 8  | 24–27 | 21   |             |                             |
|         |                |    |     |    |    |    |       |      |             |                             |
| 1997    | Третя — А (Д3) | 13 | 26  | 7  | 1  | 18 | 33–58 | 22   |             |                             |
| 1998    | Друга — Б (Д3) | 7  | 30  | 13 | 6  | 11 | 59–40 | 45   |             | Зміна назви ліг             |
| 1999    | Друга — Б (Д3) | 7  | 22  | 7  | 6  | 9  | 29–28 | 27   |             |                             |
| 2000    | Друга — Б (Д3) | 2  | 16  | 11 | 1  | 4  | 29–12 | 34   | 1/16 фіналу | Вихід до фінального раунду  |
| 2000    | Друга (Д3)     | 7  | 141 | 4  | 1  | 9  | 17–24 | 13   | 1/16 фіналу |                             |
| 2001    | Друга (Д3)     | 5  | 34  | 18 | 9  | 7  | 63–34 | 63   | 1/8 фіналу  |                             |
| 2002    | Друга (Д3)     | 5  | 24  | 13 | 4  | 7  | 46–27 | 43   | 1/32 фіналу |                             |
| 2003    | Друга (Д3)     | 1  | 28  | 19 | 7  | 2  | 79–28 | 64   | 1/16 фіналу | Вихід у Першу лігу          |
| 2004    | Перша (Д2)     | 7  | 30  | 13 | 5  | 12 | 41–39 | 44   | 1/4 фіналу  |                             |
| 2005    | Перша (Д2)     | 9  | 30  | 11 | 5  | 14 | 38–43 | 38   | 1/4 фіналу  |                             |
| 2006    | Перша (Д2)     | 10 | 26  | 8  | 8  | 10 | 27–42 | 32   | 1/16 фіалу  |                             |
| 2007    | Перша (Д2)     | 9  | 26  | 10 | 5  | 11 | 23–28 | 35   | 1/16 фіналу |                             |
| 2008    | Пера (Д2)      | 9  | 26  | 7  | 5  | 14 | 24–40 | 26   | 1/32 фіналу |                             |
| 2009    | Перша (Д2)     | 6  | 26  | 10 | 8  | 8  | 39–33 | 38   | 1/16 фіналу |                             |
| 2010    | Перша (Д2)     | 6  | 30  | 11 | 10 | 9  | 31–37 | 43   | 1/16 фіналу |                             |
| 2011    | Перша (Д2)     | 16 | 30  | 0  | 3  | 27 | 10–90 | 3    | 1/16 фіналу | Виліт у Другу лігу          |
| 2012    | Друга (Д3)     | 13 | 36  | 10 | 10 | 16 | 33–42 | 40   | 1/32 фіналу |                             |
| 2013    | Друга (Д3)     | 5  | 24  | 11 | 3  | 10 | 37–33 | 36   | 1/32 фіналу |                             |
| 2014    | Друга — Б (Д3) | 1  | 22  | 14 | 6  | 2  | 55–19 | 48   | 1/16 фіналу | Вихід у фінальний етап      |
| 2014    | Фінальний етап | 1  | 142 | 9  | 3  | 2  | 33–13 | 30   | 1/16 фіналу | Вихід у Першу лігу          |
| 2015    | Перша (Д2)     | 13 | 30  | 8  | 8  | 14 | 36–49 | 32   | 1/16 фіналу |                             |
| 2016    | Перша (Д2)     | 13 | 26  | 5  | 7  | 14 | 35–51 | 22   | 1/8 фіналу  |                             |
| 2017    | Перша (Д2)     | 12 | 30  | 7  | 10 | 13 | 34–47 | 31   | 1/16 фіналу |                             |
| 2018    | Перша (Д2)     | 14 | 28  | 4  | 7  | 17 | 17–42 | 19   | 1/32 фіналу |                             |
| 2019    | Перша (Д2)     | 15 | 28  | 2  | 3  | 23 | 12–80 | 9    | 1/16 фіналу | Виліт у Другу лігу          |
| 2020    | Друга — А (Д3) | 2  | 20  | 14 | 2  | 4  | 74–24 | 44   | 1/16 фіналу | Вихід у фінальний етап      |
| 2020    | Фінальний етап | 4  | 103 | 2  | 4  | 4  | 14–23 | 10   | 1/16 фіналу | Отримав місце у Першій лізі |
| 2021    | Перша (Д2)     | 10 | 33  | 7  | 7  | 19 | 38–72 | 28   | 1/16 фіналу |                             |

- 1 Враховуючи 6 матчів, перенесених з 1-го раунду.
- 2 Враховуючи 6 матчів, перенесених з 1-го раунду. Показники у фінальній стадії: 8 матчів, 6-1-1, різниця м'ячів 16:5.
- 3 Враховуючи 4 ігри, перенесені з 1-го раунду. Показники у фінальній стадії: 6 матчів, 1-2-3, різниця м'ячів 10:19.

## Склад команди
Станом на вересень 2021
| №  | Поз. | Нац.     | Гравець          |
| -- | ---- | -------- | ---------------- |
| 1  | ВР   | Білорусь | Ілля Пацевич     |
| 2  | ПЗ   | Білорусь | Даниїл Кіпра     |
| 3  | ЗХ   | Білорусь | Ілля Коваль      |
| 5  | ЗХ   | Білорусь | Максим Домашевич |
| 6  | ЗХ   | Білорусь | Олексій Шило     |
| 7  | ПЗ   | Білорусь | Артур Тишко      |
| 9  | ПЗ   | Білорусь | Мартин Артюх     |
| 10 | ЗХ   | Білорусь | Віктор Тюшкевич  |
| 11 | ПЗ   | Білорусь | Артем Кільїманов |
| 14 | ПЗ   | Білорусь | Павло Михальцов  |
| 17 | НП   | Білорусь | Денис Домашевич  |
| 18 | ПЗ   | Білорусь | Владислав Савчик |
| 20 | ПЗ   | Білорусь | Артем Кислий     |

| №  | Поз. | Нац.     | Гравець              |
| -- | ---- | -------- | -------------------- |
| 21 | ЗХ   | Білорусь | Павло Чехов          |
| 23 | ПЗ   | Білорусь | Максим Кругленя      |
| 24 | ПЗ   | Білорусь | Олексій Петрусевич   |
| 22 | ПЗ   | Білорусь | Антон Сорокін        |
| 25 | ПЗ   | Білорусь | Владислав Чоботар    |
| 27 | ЗХ   | Білорусь | Станіслав Краєвський |
| 30 | ПЗ   | Росія    | Сергій Гузов         |
| 35 | ВР   | Білорусь | Антон Шунто          |
| 44 | ПЗ   | Білорусь | Степан Макаров       |
| 69 | ЗХ   | Білорусь | Артур Чудюк          |
| 99 | ВР   | Білорусь | Олег Голомако        |
|    | ПЗ   | Білорусь | Кирило Веленко       |
|    | ПЗ   | Білорусь | Данило Силинський    |

## Відомі тренери
- Семен Вітько (1993 — 1994)
- Юрій Демух (1995)
- Михайло Шолохов (1997 — 1998)
- Валер'ян Красовський (1999 — 2002)
- Андрій Хлібосолов (2003 — 2008)
- Андрій Кіпра (2009 — 2012)
- Ігор Кунаш (2013 — червень 2016)
- Сергій Коток (в.о. в липні — серпні 2016)
- Андрій Хлібосолов (серпень — грудень 2016)
- Олексій Вергеєнко (лютий — листопад 2017)
- Іван Кротов (листопад 2017 — серпень 2018)
- Андрій Кіпра (серпень 2018 — лютий 2019)
- Андрій Хлібосолов (лютий 2019 — березень 2019)
- Денис Яцина (березень — вересень 2019)
- Андрій Хлібосолов (в.о. у вересні — грудні 2019; квітень 2020 — лютий 2021)
- Олег Король (з лютого 2021)